# Abigail (film)
Abigail is een Amerikaans-Iers-Canadese horrorfilm uit 2024, geregisseerd door Matt Bettinelli-Olpin en Tyler Gillett naar een scenario van Stephen Shields en Guy Busick. De film is een reboot van de monsterfilm Dracula's Daughter uit 1936.

## Verhaal
Een groep ontvoerders (die namen van de Rat Pack als schuilnaam hebben) hebben Abigail, de dochter van een machtige figuur uit de onderwereld, gevangengenomen en moeten haar bewaken in afwachting van het losgeld van $ 50 miljoen. Maar wanneer Abigails ware aard als vampierkind onthuld wordt, gaat ze zelf op jacht naar de ontvoerders.

## Rolverdeling
| Acteur             | Personage       |
| ------------------ | --------------- |
| Alisha Weir        | Abigail         |
| Melissa Barrera    | Joey            |
| Dan Stevens        | Frank           |
| Kathryn Newton     | Sammy           |
| William Catlett    | Rickles         |
| Kevin Durand       | Peter           |
| Angus Cloud        | Dean            |
| Giancarlo Esposito | Lambert         |
| Matthew Goode      | Abigail's vader |

## Productie
In april 2023 werd aangekondigd dat Radio Silence Productions een monsterfilm aan het ontwikkelen was voor Universal Pictures, met Matt Bettinelli-Olpin en Tyler Gillett als regisseurs. Chad Villella zal produceren naast William Sherak, Paul Neinstein en James Vanderbilt van Project X Entertainment, terwijl Stephen Shields en Guy Busick het scenario zouden schrijven. Er werd gezegd dat het project een moderne bewerking was van een van de Universal Classic Monsters-personages. Later werd verklaard dat het project oorspronkelijk de titel Dracula's Daughter zou hebben, dezelfde naam als de film uit 1936 waarop hij is gebaseerd. Universal herhaalde dat elke nieuwe release geworteld zal zijn in het horrorgenre, zonder beperkingen op budget, rating of genre. Ze maken geen deel uit van een gedeeld, onderling verbonden universum, waardoor elke film op zichzelf kan staan. In januari 2024 werd de officiële titel bekendgemaakt.

### Filmopnames
De filmopnames gingen van start op 30 juni 2023 in Dublin, Ierland, maar het filmen werd in juli opgeschort vanwege de SAG-AFTRA-staking. Angus Cloud voltooide het filmen van zijn scènes voor zijn dood op 31 juli 2023.

## Release en ontvangst
Abigail ging op 7 april 2024 in wereldpremière op het Overlook Film Festival en werd op 19 april 2024 uitgebracht in de bioscopen door Universal Pictures. De film kreeg overwegend positieve kritieken van de filmcritici, met een score van 83% op Rotten Tomatoes, gebaseerd op 221 beoordelingen.